# Żerań Duży
Żerań Duży [pronunciación en polaco: /ˈʐɛraɲ ˈduʐɨ/] es un pueblo ubicado en el distrito administrativo de Gmina Olszewo-Borki, dentro del Condado de Ostrołęka, Voivodato de Mazovia, en el este de Polonia central. Se encuentra aproximadamente a 6 kilómetros al suroeste de Ostrołęka y a 97 kilómetros al norte de Varsovia.